# (200092) 1994 JE5
(200092) 1994 JE5 es un asteroide perteneciente al cinturón de asteroides, descubierto el 4 de mayo de 1994 por el equipo del Spacewatch desde el Observatorio Nacional de Kitt Peak, Arizona, Estados Unidos.

## Designación y nombre
Designado provisionalmente como 1994 JE5.

## Características orbitales
1994 JE5 está situado a una distancia media del Sol de 2,475 ua, pudiendo alejarse hasta 2,732 ua y acercarse hasta 2,218 ua. Su excentricidad es 0,103 y la inclinación orbital 2,202 grados. Emplea 1422,39 días en completar una órbita alrededor del Sol.

## Características físicas
La magnitud absoluta de 1994 JE5 es 16,2.